# تاريخ مصر تحت حكم مبارك

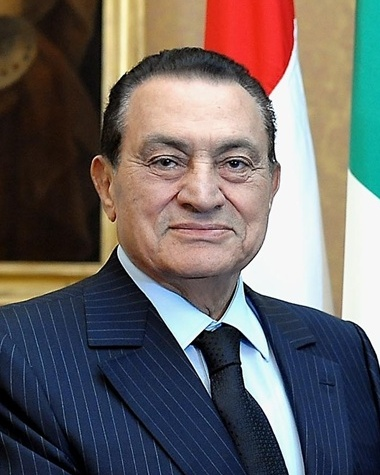
حسني مبارك

تاريخ مصر تحت حكم مبارك يمتد تاريخ مصر تحت حكم حسني مبارك لمدة 30 عاما، بدءا من عام 1981 مع اغتيال الرئيس أنور السادات حتى ثورة عام 2011 حيث تم الإطاحة بمبارك في ثورة شعبية كجزء من الربيع العربي في ذلك الوقت. اتسمت فترة رئاسته باستمرار السياسات المتبعة من قبل الرؤساء السابقين مثل ليبرالية الاقتصاد المصري والالتزام باتفاقية كامب ديفيد لعام 1979. وقد حافظت الحكومة المصرية برئاسة مبارك على علاقات وثيقة مع باقي الدول العربية وكذلك مع الولايات المتحدة وروسيا والهند وكثير من الدول الغربية. وبالرغم من ذلك فقد قامت المنظمات الدولية غير الحكومية مثل منظمة العفو الدولية ومنظمة حقوق الإنسان بانتقاد سجلات حقوق الإنسان تحت إدارته مرارا وتكرارا. كان هناك قلق بشأن الرقابة السياسية ووحشية الشرطة والاعتقالات التعسفية والتعذيب، بالإضافة لقيود على حرية الرأي والتعبير والتجمهر.
أثرت الفترة الرئاسية لمبارك على المجتمع والسياسات المصرية. ويعزى ذلك بشكل كبير إلى النظام السياسي المصري والذي يقتضي موافقة الرئيس على كافة التشريعات القانونية والنفقات الحكومية قبل إصدارها.

## السياسة
أصبح حسني مبارك رئيسا لمصر بعد اغتيال أنور السادات 6 أكتوبر 1981، وتم تشريع ذلك القرار بعد أسابيع عبر الاستفتاء في مجلس الشعب والذي يعد الأهم ضمن نظام التشريع المصري الذي يقوم على مجلسين تشريعيين. كان مبارك قد تولى منصب نائب الرئيس منذ عام 1975، وقد وصل لذلك المنصب بعدما ارتقى في رتب القوات الجوية المصرية خلال العقدين السابقين. وقد تولى كذلك منصب نائب وزير الدفاع خلال حرب أكتوبر 1973.
كان الإصلاح السياسي محدودا خلال هذه الفترة، فقبل عام 2005 لم يكن مسموحا لأطراف المعارضة بالترشح للرئاسة، حيث كان المنصب يوكل للرئيس بشكل منتظم من خلال الاستفتاء في مجلس الشعب كل ست سنوات. وقد تغير هذا النظام بعد التعديلات الدستورية في الخامس والعشرين من مايو عام 2005 والتي نصت على تعيين حكومة شرعية منتخبة تعبر عن المواطنين المصريين.
عقدت الانتخابات الرئاسية بعد أربعة أشهر ضد اثنين من المرشحين وتحصل فيها مبارك على 89% من أصوات الناخبين. وقد كان من شروط الترشح للمنصب أن يحصل المرشح على تأييد حزب سياسي وموافقة لجنة قومية للانتخابات.
وقد دعت الأحزاب السياسية المعارضة لمقاطعة الاستفتاء لفقدانه المعنى، ولكن تم تمريره في النهاية بنسبة موافقة 80%.
بعد فترة وجيزة من إطلاق حملة رئاسية غير مسبوقة، تم اعتقال أيمن نور بتهم تزوير سماها النقاد بالملفقة، وفي 18 فبراير 2009 تم إطلاق سراحه. وقد سمح لأعضاء جماعة الإخوان المسلمين بالترشح للبرلمان في 2005 كأعضاء مستقلين حيث فازوا ب 88 مقعد أو 20% من إجمالي مقاعد مجلس الشعب.
كانت الأحزاب المعارضة ضعيفة ومنقسمة مقارنة بالحزب الوطني الديموقراطي. وقد شهدت انتخابات مجلس الشعب لعام 2000 فوز أفراد المعارضة بـ34 مقعدا من إجمالي 454 من مقاعد المجلس، مقارنة بأغلبية عظمى مقدارها 388 مقعد تابعين بالكامل للحزب الوطني الحاكم. بقيت جماعة الإخوان المسلمين والتي أسست في مصر عام 1928 منظمة غير قانونية ولم يعتد بها كحزب سياسي (يمنع القانون المصري الحالي تكوين أية أحزاب سياسية مبنية على أساس الدين).  بالرغم من ذلك أعضاء الجماعة معروفون للعامة ويعبرون عن آرائهم بحرية. وقد تم انتخاب أفراد من الجماعة بشكل مستقل في مجلس الشعب والمجالس المحلية. وتضم الأطراف المعارضة المصرية أيضا مجموعات وحركات شعبية مثل حركة كفاية وحركة شباب 6 أبريل، وعلى الرغم من أنهم أقل تنظيما إلى حد ما عن الأحزاب السياسية المسجلة رسميا، يعتبر المدونون ونشطاء الإنترنت مثل كورتني سي رادش أن لهم دورا مهما في المعارضة السياسية بالكتابة والتنظيم وتحريك المعارضة الشعبية.
كان للرئيس مبارك سيطرة استبدادية محكمة على مصر. ولكن انخفضت شعبية مبارك وبرنامجه للإصلاح الاقتصادي المحلي بشكل دراماتيكي بعد انتشار أخبار عن تفضيل نجله علاء في المناقصات الحكومية وبرامج الخصخصة. ومع خروج علاء من الصورة بحلول عام 2000 بدأ الابن الثاني لمبارك «جمال» يلمع في الحزب الوطني الديمقراطي حيث نجح في ضم جيل من الليبراليين الجدد للحزب وبالتالي للحكومة. وقد أسس جمال مبارك بالتعاون مع بعض أقرانه مؤسسة «ميد إنفست» والتي تدير صندوق أسهم خاص وتقوم باستشارات مالية للشركات.

### قانون الطوارئ
تعتبر مصر جمهورية ذات نظام شبه رئاسي في ظل قانون الطوارئ (قانون رقم 162 لعام 1958). وقد ظلت على ذلك الحال منذ عام 1967 باستثناء فترة 18 شهر في عام 1980 والتي انتهت باغتيال الرئيس أنور السادات. في ظل هذا القانون تزداد سلطة الشرطة وتعطل الحقوق الدستورية ويتم فرض الرقابة. يقيد قانون الطوارئ وبشدة أي نشاط سياسي غير حكومي مثل: المظاهرات في الشوارع والمنظمات السياسية غير المرخصة، والتبرعات المالية غير المسجلة مسبقا يتم حظرها كذلك.
تم احتجاز 17000 شخص في ظل قانون الطوارئ وبلغ عدد المعتقلين السياسيين حوالي 30,000. ففي حالة الطوارئ يكون للحكومة الحق في اعتقال الأفراد لأي فترة من الوقت وبدون سبب حقيقي وبذلك يتم احتجازهم في السجون لأي مدة بدون محاكمات. الحكومة المصرية ادعت أن الجماعات المعارضة مثل الإخوان المسلمين من الممكن أن يصلوا للسلطة في مصر إذا لم تقم الحكومة الحالية بمنعهم عن الانتخابات البرلمانية ومصادرة ممتلكات الممولين الرئيسيين للجماعة واعتقال أبرز قادتهم، وهذه الأعمال كان من المستحيل أن تتم بدون قانون الطوارئ ومنع استقلال القضاء.

## السياسة الخارجية

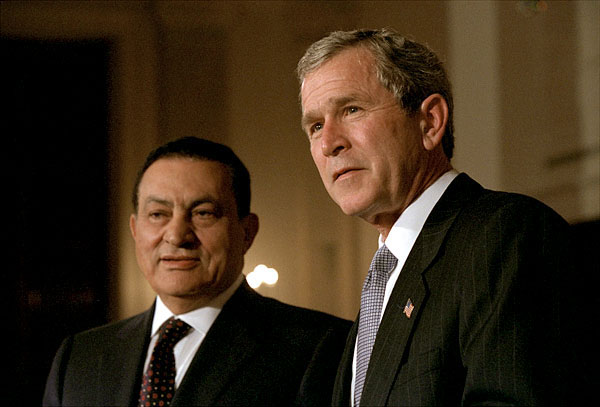
الرئيس الأمريكي جورج بوش ومبارك، 2002

وقد حافظ مبارك على التزام مصر بمعاهدة كامب ديفيد للسلام في نفس الوقت الذي أعاد فيه العلاقات مع الدول العربية الأخرى. وأحيا أيضا العلاقات مع الاتحاد السوفييتي بعد ثلاث سنوات من طرد السادات للخبراء السوفيتيين.  في يناير 1984، انضمت مصر من جديد لمنظمة التعاون الإسلامي، وفي نوفمبر 1987 أتاح قرار القمة العربية استئناف العلاقات الدبلوماسية بين مصر وباقي الدول العربية، وفي 1989 تم إقرار مصر ثانية في جامعة الدول العربية. وكان لمصر دور معتدل في المنصات الدولية كالأمم المتحدة وحركة عدم الانحياز.
كانت مصر في ظل حكم مبارك حليف قوي للولايات المتحدة، والتي بلغت إعاناتها لمصر متوسط 2 بليون دولار سنويا منذ توقيع اتفاق كامب ديفيد للسلام عام 1979. كانت مصر عضوا في تآلف الحلفاء في حرب الخليج عام 1991 حيث كانت قوات المشاة المصرية من أول من وطأت أقدامهم في المملكة العربية السعودية لإجلاء القوات العراقية من الكويت. وقد اعتبرت الحكومة الأمريكية دخول مصر في التحالف مصيريا من أجل جمع دعم عربي أوسع لتحرير الكويت.
على الرغم من عدم معرفة المصريين بذلك، إلا أن مشاركة القوات المصرية ساهمت بفوائد مالية للحكومة المصرية. فقد نشرت تقارير في وسائل الأخبار أن مبالغ وصلت ل 500,000 دولار للجندي الواحد دفعت أو بالأحرى محيت من الدين العام. فطبقا لما ورد في مجلة الاقتصادي:
«لقد كان مفعول الأمر سحريا مثلما تنص عليه الكتب» كما وثق صندوق النقد الدولي «. فقد حالف الحظ حسني مبارك عندما كانت الولايات المتحدة تبحث عن تحالف عسكري لإجبار العراق على الخروج من الكويت، لم يتردد الرئيس المصري عن المشاركة. فكانت مكافأته بعد الحرب عفو أمريكا والدول العربية في الخليج العربي وأوروبا عن ما يقارب 14 بليون دولار من ديون مصر.»
توسطت مصر بين سوريا وتركيا في نزاع حول الحدود عام 1998 وتحويل تركيا لمجري الماء والادعاء بدعم سوريا لحركات التمرد الكردية.  علي الرغم من ذلك فإن مبارك لم يدعم الحرب علي العراق عام 2003 من قبل الولايات المتحدة معللا بأن النزاع الإسرائيلي الفلسطيني كان يجب أن يحل أولا.
في 2009 وعندما لمحت إدارة أوباما إلى تفكيرها في مد حمايتها لحلفائها في الشرق الأوسط (إذا استمرت إيران في أنشطتها النووية المزعومة)، أكد مبارك بأن «مصر لن تكون جزءا من أية مظلة نووية أمريكية على دول الخليج.»

## الاضطراب والإرهاب
لم يكن الاضطراب غائبا في عهد مبارك. ففي فبراير 1986 تمردت قوات الأمن المركزي في الشوارع مثيرين بذلك الشغب والحرائق والنهب مطالبين بزيادة الأجور. كانت تلك الانتفاضة أكبر تحدي في رئاسة مبارك حتى ذلك الوقت، وثاني مرة في التاريخ المصري الحديث يبعث فيها الجيش للشوارع المصرية لاستعادة النظام.
في عام 1992 احتل 14,000 جندي ضواحي عشوائيات إمبابة (والتي يبلغ عدد سكانها مليون) لمدة ستة أسابيع معتقلين حوالي 5000 شخص بعد محاولة السيطرة عليها من قبل أعضاء الجماعة الإسلامية من تابعي الشيخ عمر عبد الرحمن. وفي الأعوام التالية قامت الجماعة الإسلامية بشن الحرب على الدولة وعلى الأجانب. ففي خلال عام 1993 قتل وأصيب حوالي 1106 شخص، وكان القتلى من الشرطة" 120" أكثر من الإرهابيين" 111"، وقد تم اغتيال العديد من ضباط الشرطة الكبار مع حراسهم الشخصيين من خلال كمائن منصوبة في وضح النهار." بلغ الإرهاب ذروته في عام 1997 حيث قام المسلحون من الجماعة الإسلامية بقتل 71 شخص معظمهم من السياح السويسريين في معبد حتشبسوت بالأقصر فيما يعرف بمذبحة الأقصر. وقد ظلت مصر لمدة سنوات بعدها خالية من الهجمات الإرهابية حتى يوليو 2005 عندما قتل 86 وأصيب أكثر من 150 شخص في مدينة شرم الشيخ على البحر الأحمر.
شهدت مصر في 2007-2008 أكثر من 150 مظاهرة وإضراب، «بعضها عنيف استوجب نشر قوات الأمن بأعداد هائلة.»

## حقوق الإنسان
ظل قانون الطوارئ سائدا خلال رئاسة مبارك حيث وفر المناخ للاعتقالات التعسفية والمحاكمات الظالمة. وفي عام 2009 قدرت منظمة حقوق الإنسان أن هناك 5000 - 10000 مواطن مصري محتجز بدون تهم. وقد استخدمت قوات الشرطة والأمن أساليب الوحشية والتعذيب على الدوام. . ونسبة إلى المنظمة المصرية لحقوق الإنسان فقد تم تسجيل 701 حالة تعذيب في أقسام الشرطة في الفترة من 1985 ل 2011، وقد مات 204 ضحية نتيجة التعذيب وسوء العلاج. وتؤكد هذه المنظمة أن جرائم التعذيب تقع في شوارع مصر في وضح النهار وفي أقسام الشرطة وبيوت المواطنين في انتهاك واضح لكرامة وحرية الشعب. 
 كانت حرية التعبير والتجمهر وتأسيس الجماعات مقيضة تحت حكم مبارك. وقد تم ضبط الصحافة من قبل قوانين الصحافة والنشر وقانون العقوبات والذي دعا بمعاقبة من ينتقد الرئيس بالحبس أو الغرامة. وفي عام 2008 عدلت مؤسسة «بيت الحرية» وضع الحرية الصحافية في مصر من «غير حر» إلى «حرية جزئية» وذلك ليس اعترافا بليبرالية السياسة الحكومية ولكن بسبب:
«شجاعة الصحفيين المصريين لتخطي الخطوط الحمراء التي قيدت عملهم سابقا، واعترافا بالسواد الأعظم من وجهات النظر التي قدمها الإعلام والمدونات المصرية. وقد جرى ذلك التطور بالرغم من بقاء بل وزيادة سياسات الحكومة في مضايقة وقمع وسجن الصحفيين.»
وفي عام 2005 قامت منظمة «مراسلون بلا حدود» بوضع مصر في المركز 143 ضمن 167 دولة من حيث حرية الصحافة، ونوهت في تقريرها لعام 2006 إلى استمرار مضايقة الصحفيين وسجن ثلاثة منهم. وقد اتفق المصدران أن وعود الإصلاح الخاصة بهذا الموضوع سارت بطيئة بشكل محبط أو غيرة مستقرة أثناء التطبيق.

## الاقتصاد

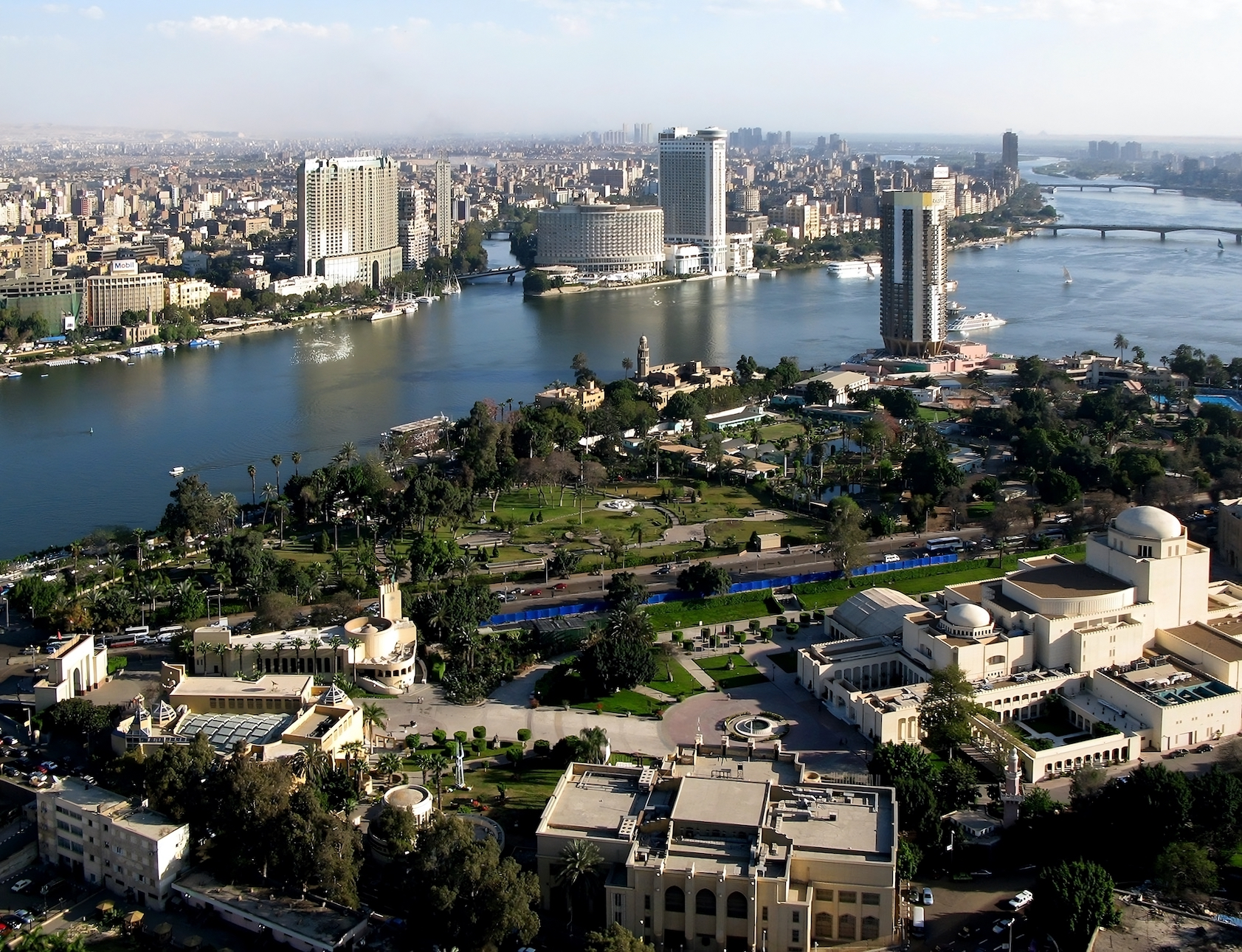
القاهرة المعاصرة

باشر مبارك بداية من عام 1991 في تنفيذ برنامج إصلاح اقتصادي محلي طموح لتقليل حجم القطاع العام والتوسعة من دور القطاع الخاص. وفي خلال التسعينات كان هناك سلسلة من إجراءات صندوق النقد الدولي بالإضافة إلى التخفيف الهائل في ديون مصر الخارجية بسبب مشاركتها في تحالف حرب الخليج والذي ساعد مصر على تحسين الأداء الاقتصادي الكلي.
وفي خلال آخر عقدين في عهد مبارك تم تقليل التضخم. وفي الفترة من 1981 إلى 2006 زاد نصيب الفرد من الناتج المحلي أربعة أضعاف استنادا على القوة الشرائية (من 1355 دولار عام 1981 إلى 4535 دولار عام 2006 و 6180 دولار في 2010).
وبالرغم من ذلك كان هذا النمو بعيدا كل البعد عن عدالة التوزيع. حيث أن إعادة الهيكلة النقدية وخاصة تعويم الجنيه المصري وتحرير سوق المال المصري وتعديل نظام الضرائب والتقليل الاستراتيجي في الإنفاق الاجتماعي من قبل الحكومة كان سببا في "مصاعب هائلة على أغلبية الشعب المصري" طبقا لأكثر من ملاحظ. وقد أصبح الزواج أصعب كثيرا على الشباب حيث قلت فرص الإسكان وزاد سعرها حتى أصبح من الشائع أن تعيش أسرة مكونة من ستة أفراد في غرفة واحدة."
منذ عام 1989 في بداية حقبة مبارك، استمر التوزيع غير العادل للثروة في مصر، حيث زاد الدخل السنوي ل 2000 أسرة عن 35000 جنيه مصري، بينما كان دخل أكثر من 4 ملايين مواطن يقل عن 200 جنيه. وقد بين البنك الدولي أنه «في الوقت الذي تحسن فيه الوضع الاجتماعي في مصر لم تنجح الحداثة في الوصول للكتلة الحرجة من المواطنين. وعلاوة على ذلك فقد انعكست بعض المكاسب الأخيرة نتيجة لأزمة أسعار الغذاء والوقود عام 2008 وكذلك الأزمة الاقتصادية العالمية والتي بطأت من النشاط الاقتصادي»
قلت نسبة الوفيات في الأطفال الرضع وكذلك سوء التغذية في الأطفال الأقل من خمس سنوات إلى النصف، وزاد العمر الافتراضي من 64 إل 71 عام. وقد تحسن الاقتصاد والمستوى المعيشي للغالبية العظمى من الشعب وإن كان ذلك بشكل غير متساو. وبالرغم من أن 18% من الشعب المصري مازال يعيش تحت خط الفقر، فإن هذه النسبة تزيد في قرى صعيد مصر إلى 40%، وبالإضافة إلى ذلك فقد عاش 20% من الشعب في حالة فقر في مرحلة ما خلال العقد الأخير، مما يعمق الإحساس بالهشاشة الاجتماعية وعدم الأمان.
وفقا لمقال نشر في صحيفة «سياتل تايمز» في يناير 2011: «يعيش قرابة نصف الشعب المصري يوميا على دولارين أو أقل»

## فساد الحكومة
ساد الفساد السياسي بشكل دراماتيكي في وزارة الداخلية خلال فترة حكم مبارك نتيجة لزيادة السلطة على النظام التشريعي اللازم لتأمين فترة رئاسة مبارك الطويلة، وقد أدي هذا الفساد لسجن شخصيات سياسية ونشطاء يافعين بدون محاكمة، وتأسيس معتقلات مخفية غير قانونية وغير موثقة في السجلات،  ورفض العاملين بالجامعات والمساجد والجرائد بناء على ميولهم السياسية. وعلي مستوي الأفراد، سمح لكل ضابط بانتهاك خصوصية المواطنين في منطقته بالاعتقال الغير مشروط وفقا لقانون الطوارئ.
قيم التقرير الخاص بمؤشر مدركات الفساد لـ«الشفافية الدولية» عام 2010 مصر بدرجة 3.1 من 10 بناء على ملاحظة درجة الفساد من رجال الأعمال ومحللي الدولة (حيث ان 10 تعني أن الدولة خالية من الفساد وصفر فاسدة تماما).احتلت مصر المرتبة الثامنة والتسعين من بين 178 دولة ضمها التقرير.

## المجتمع والتعليم
في بداية رئاسة مبارك 1986 قدر الإحصاء الرسمي للسكان بـ 50.4 مليون مشتملا على 2.3 مليون مصري يعملون في دول أخرى. أكثر من 34% من الشعب في عمر 12 عاما أو أصغر، و 68% أصغر من ثلاثين عاما. أقل من 3% من المصريين في عمر 65 عاما أو أكبر. كأغلبية الدول النامية كان هناك تدفق ثابت لسكان الريف للمناطق الحضرية، ولكن عاش أكثر من نصف السكان في القري. في 1989 كان معدل العمر الافتراضي عند الولادة للذكور 59 و 60 للإناث. ومعدل وفيات الرضع حوالي 94 وفاة لكل 1000 ولادة.
في ظل القانون الذي تم تمريره مباشرة قبل رئاسة مبارك، تم هيكلة نظام التعليم الحكومي قبل الجامعي في مصر الذي نص على تسع سنوات تعليم إجبارية. وعلى الرغم من ذلك فقد أخرج معظم الأهالي أولادهم من الدراسة قبل اتمامهم الصف التاسع. وقد ضم النظام الأساسي ست سنوات من الدراسة الابتدائية  تليها ثلاث سنوات من الدراسة الإعدادية بعد النجاح في اختبارات خاصة. وبعد اختبارات خاصة أخرى يتم قبول الطلاب في المرحلة الثانوية الغير إجبارية (من الصف العاشر للثاني عشر). يختار طلاب المرحلة الثانوية بين النظام العام (قبل الجامعي) والذي يضم منهجا من العلوم الإنسانية والرياضيات والعلوم، والنظام الفني مشتملا الزراعي والتجاري والصناعي. وينقل الطالب للصفوف التالية بعد إحراز درجات كافية في الاختبارات الموحدة.
كعديد من الدول النامية فقد تخلف معدل تسجيل الفتيات في المدارس عن الفتيان. حيث شكلت نسبة الفتيات 45% فقط من التلاميذ في المرحلة الابتدائية عام 1985-86 (في بداية عصر مبارك). وسجل في المرحلة الابتدائية نسبة تقدر ب 75% من الفتيات تتفاوت أعمارهن بين ست سنوات واثنا عشر سنة بينما وصلت تلك النسبة ل 94% في البنين. وفي الصعيد كان أقل من 30% من التلاميذ فتيات. فكانت الفتيات تخرج من الدراسة الابتدائية أكثر من البنين. شكلت الفتيات 41% من تلاميذ المرحلة الإعدادية و 39% من تلاميذ المرحلة الثانوية. ومن بين كل الفتيات في سن 12-18 عام 1985-86 انضم 46% منهم فقط للدراسة.

## السقوط
تنحى مبارك بعد 18 يوم من المظاهرات خلال الثورة المصرية عام 2011، عندما أعلن نائب الرئيس عمر سليمان في 11 فبراير أن مبارك قد استقال من منصبه كرئيس للجمهورية  مفوضا صلاحياته للمجلس الأعلى للقوات المسلحة. في 13 أبريل، أمر النائب العام بحجز مبارك ونجليه لمدة 15 يوم على ذمة التحقيق في مزاعم فساد واستغلال للسلطة. ثم صدر الأمر بمحاكمته بتهمة القتل المتعمد للمتظاهرين السلميين خلال ثورة يناير.